# Dev Shumsher Jang Bahadur Rana
Sri Sri Sri Maharaja, Dev Shumsher Jang Bahadur Rana Kathmandú, Nepal, 17 de julio de 1862 - Jharipani, Mussoorie, India, 20 de febrero de 1914) fue el Primer Ministro de Nepal por tan solo 144 días en 1901. También fue Maharajá de Lamjung y Kaski.

## Primeros años
Dev Shumsher fue el cuarto de 17 hermanos del Jefe de la Armada Dhir Shamsher Jung Bahadur Rana (hermano menor de Jung Bahadur Rana) y su tercera esposa, Rani Nanda Kumari, quien a su vez era hija de Kazi Hemdal Singh Thapa y hermana del comandante colonial Keshar Singh Thapa.
Su padre y hermanos tenían dificultades para mantener a la numerosa familia. Los Shamsher eran más pobres que los Jang y otros primos, por lo que para aliviar la carga de Dhir Shamsher, Dev Shamsher fue adoptado muy joven por el hermano mayor de su padre que no tenía hijos, el general Krishna Bahadur Kunwar Ranaji y su esposa.
El general Krishna Bahadur Rana, era gobernador de Palpa, por lo que Dev Shamsher tuvo una infancia y educación con mayores privilegios y lujos que el resto de sus hermanos. Las únicas ocasiones en las que convivió con sus hermanos, fue durante los festivales y las reuniones familiares. Pasaba la mayor parte del tiempo en su palacio de Thapathali Durbar. Heredó la riqueza de su tío, la cual compartió con sus hermanos, aunque a pesar de ello, sus hermanos le envidiaban por su suerte.

## Ascensión
Dev Shumsher se convirtió en el Primer Ministro de Nepal por tan solo 7 meses a la edad de 37 años, iniciando el 5 de marzo de 1901, heredando el cargo de su hermano, el primer ministro Bir Shumsher Jung Bahadur Rana.
De acuerdo con la tradición de la familia Rana, sus familiares fueron nombrados para altos cargos:
- Chandra Shumsher como Capitán general del ejército.
- Bhim Shumsher como Comandante general del oeste.
- Fathe Shumsher como Comandante general del este.
- Jeet Shumsher como Comandante general del sur.
- Juddha Shumsher como Comandante general del Norte.

En ese mismo año de 1901, Sher Shumsher fue nombrado por su tío Dev Shumsher como el primer director del primer periódico nepalí Gorkhapatra, el cual era controlado por el gobierno. 
Durante su corto periodo, fue conocido como "El Reformista" por sus políticas progresistas, sobre todo en materia de educación, construyó algunas escuelas y dio pasos para la abolición de la esclavitud y la introducción de importantes reformas sociales. Mejoró también el arsenal del ejército nepalí.